# Greater Nile Petroleum Operating Company

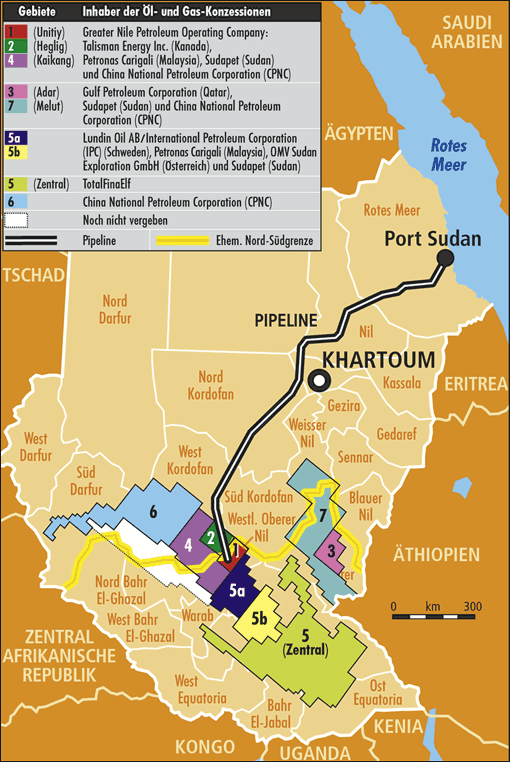
Öl- und Gas-Konzessionen im Sudan

Greater Nile Petroleum Operating Company (GNPOC) ist eine Ölgesellschaft im Sudan. Nach eigenen Angaben (Stand: Anfang 2006) produziert GNPOC mehr als 300.000 Barrel Öl pro Tag. Nach der Fertigstellung einer Pipeline im April 2006, die die Ölfelder in Südsudan mit Khartum und Port Sudan verbindet, soll die Produktion Ende 2006 auf 500.000 Barrel Öl pro Tag steigen.

## Unternehmen
Dem Unternehmen gehören Konzessionen für die Blöcke 1, 2 und 4.
GNPOC wurde am 18. Juni 1997 amtlich eingetragen und ist ein Joint-Venture, das aktuell im Besitz von folgenden Unternehmen ist:
- China National Petroleum Corporation aus China mit einem Anteil von 40 %
- Petronas aus Malaysia mit einem Anteil von 30 %
- ONGC aus Indien mit einem Anteil von 25 %
- Sudapet aus Sudan mit einem Anteil von 5 %

Talisman Energy Inc. gehörte von 1998 bis 2002 ein 25-%-Anteil, bevor dieser an ONGC Videsh Ltd. aus Indien verkauft wurde. Firmenzentrale ist der Greater Nile Petroleum Oil Company Tower in Khartum, der während des Kriegs im Sudan im September 2023 schwer beschädigt oder zerstört wurde.

## Aktivitäten
- Erkundung neuer Ölfelder
- Bau der Pipeline nach Port Sudan
- seit 1999 Förderung von 50.000 Barrel pro Tag
- seit Juli 2004 Förderung von 290.000 Barrel pro Tag
- seit April 2006 geplante Förderung von 500.000 Barrel pro Tag (Verzögerung wegen technischer Schwierigkeiten)